# Copa Mundial de Fútbol de 1994

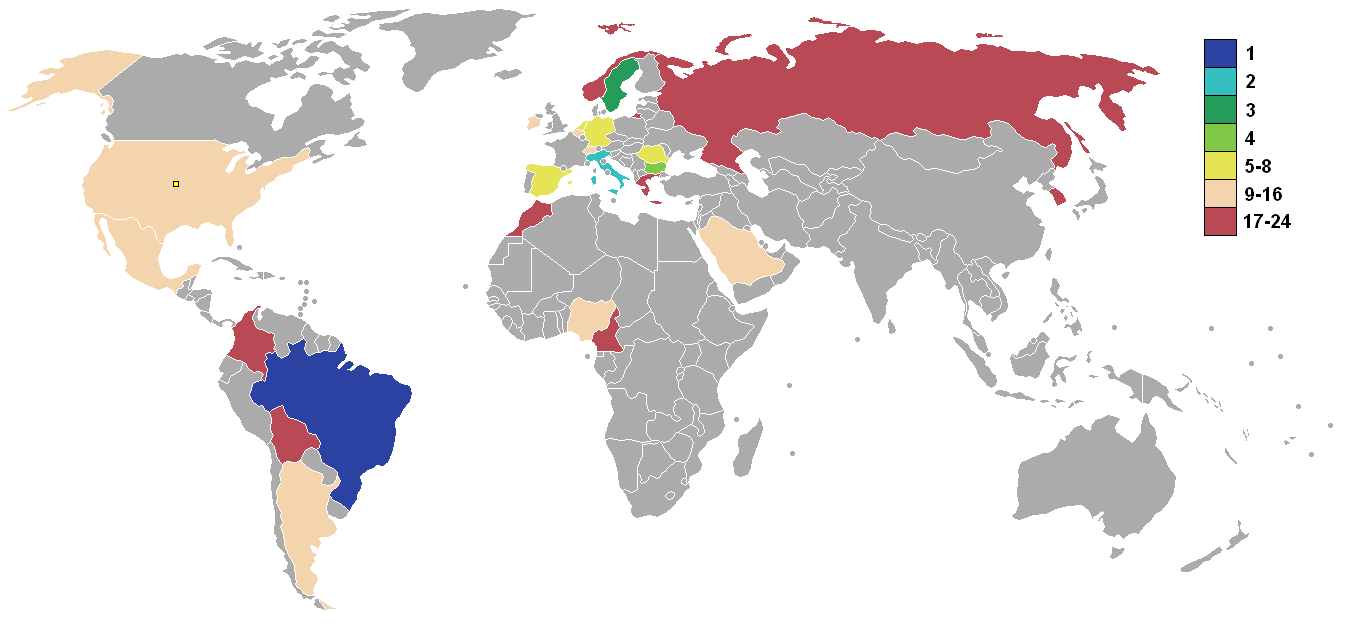
Mapa según los resultados de 1994.

La Copa Mundial de la FIFA Estados Unidos 1994 fue la decimoquinta edición de la Copa Mundial de Fútbol, y se desarrolló en los Estados Unidos entre el 17 de junio y el 17 de julio de 1994. 
Se eligió a Estados Unidos como sede del Mundial por primera vez en la historia, lo que generó gran polémica por ser un país sin tradición futbolística debido a la popularidad de otros deportes como el béisbol, el fútbol americano, el hockey sobre hielo y el baloncesto. Sin embargo, debido al desarrollo económico y a la infraestructura de dicho país, el campeonato tuvo un gran éxito y marcó cifras históricas de asistencia de público y de recaudación financiera imbatidas en mucho tiempo, e incluso permitió el desarrollo del soccer en Estados Unidos, que se volvió, con el pasar de los años, en un deporte muy popular en dicho país. 
Fue la última Copa Mundial que contó con 24 selecciones participantes, lo que permitía la clasificación para octavos de final de los cuatro mejores terceros lugares de la fase de grupos. Se desarrolló en 9 sedes, cuyos estadios en promedio albergaron a 70.000 espectadores. 
Brasil e Italia se enfrentaron en la final en el Estadio Rose Bowl de Pasadena, en la ciudad de Los Ángeles. Previamente Brasil había sido el único país de América que llegó a los cuartos de final; el resto eran europeos. Tras empatar sin goles tanto en el tiempo reglamentario como en la prórroga, se llegó a la primera final de una Copa Mundial determinada en una tanda de penaltis. Finalmente, el equipo sudamericano se coronó tetracampeón después de que el italiano Roberto Baggio errara su último tiro y dejó el marcador 3:2 a favor de la escuadra brasileña.
Entre los jugadores que destacaron se encuentran los brasileños Romário y Bebeto, el italiano Roberto Baggio, el búlgaro Hristo Stoichkov, el ruso Oleg Salenko, el rumano Gheorghe Hagi, el neerlandés Dennis Bergkamp, el belga Michel Preud'homme, los suecos Martin Dahlin y Kennet Andersson y el alemán Jürgen Klinsmann. Por otro lado, el argentino Diego Maradona fue expulsado del torneo después de que se detectó efedrina en un control antidopaje tras el partido ante Nigeria.
La mascota del torneo fue el perro Striker. La canción oficial fue "Gloryland", interpretada por Daryl Hall and the Sound of the Blackness, inspirada por el cántico popular antiabolicionista estadounidense del siglo XIX "El Himno de la Batalla de la República". Igualmente, el torneo marcó el estreno del Himno de la FIFA en la ceremonia previa de los partidos. 
Roger Milla, futbolista camerunés de 42 años, fue el jugador más veterano en jugar en un Mundial y también en marcar un gol en un mundial (ante Rusia). Este récord se mantuvo hasta 2014, cuando lo superó el colombiano Faryd Mondragón.

## Antecedentes y elección

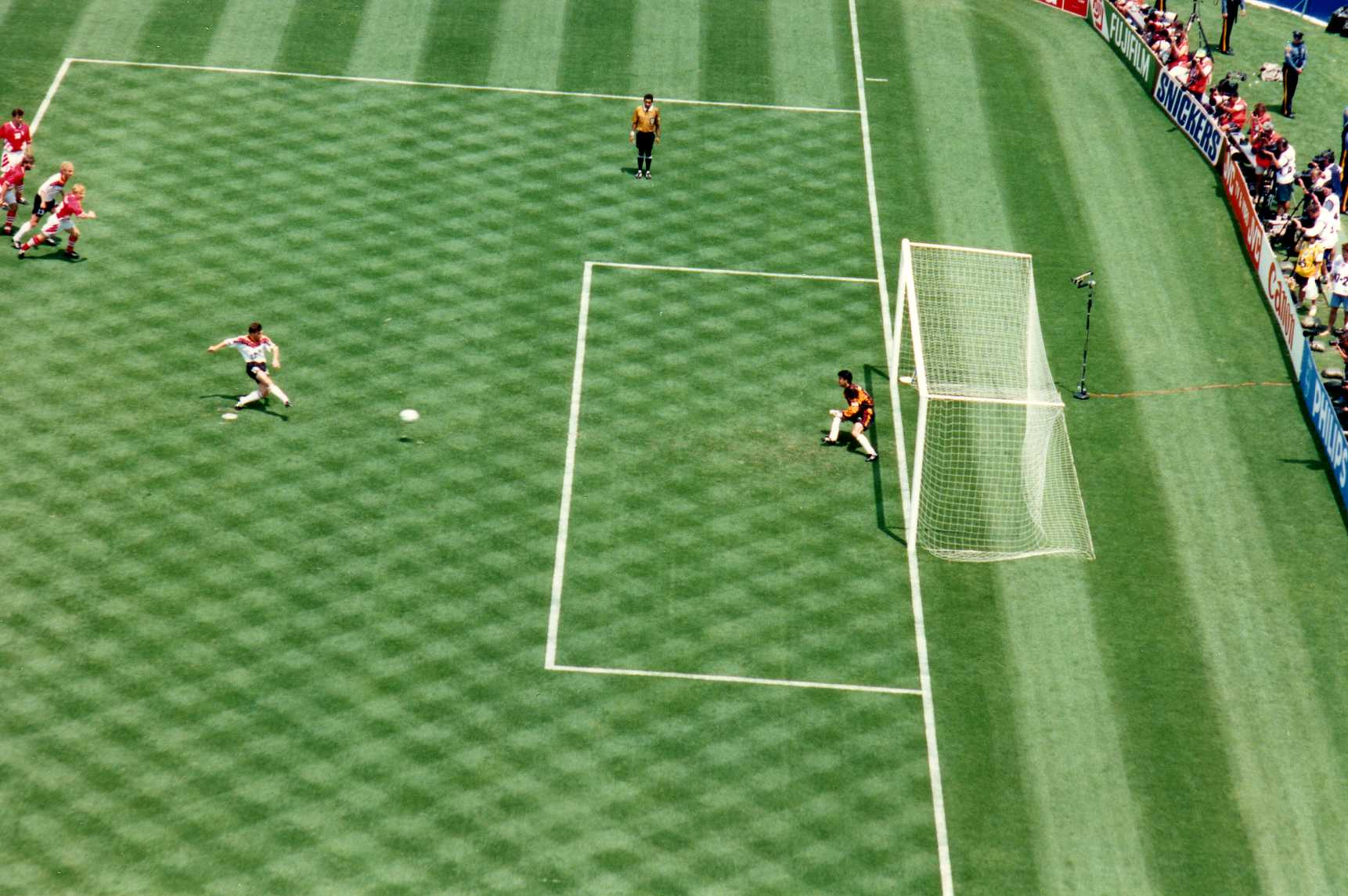
Lothar Matthäus de anota un tiro penal en los cuartos de final del torneo frente a.

Tras la renuncia de Colombia para organizar la Copa Mundial de Fútbol de 1986, Brasil, Canadá, México y Estados Unidos presentaron sus candidaturas para organizar el evento. Sin embargo, la candidatura estadounidense no tuvo apoyo internacional, por lo que el gobierno de dicho país decidió renunciar y apoyar a su vecino del sur, que fue elegido unánimemente, a cambio de tener el apoyo de la FIFA para ser la sede del evento de 1994, el cual tenía posibilidad de volver a América.
Estados Unidos representó para la FIFA un lugar de suma importancia debido a su poder económico. Sin embargo, el soccer (como es llamado el fútbol en dicha nación) no era un deporte popular e incluso ni siquiera existía una liga de fútbol profesional (al contrario que el fútbol femenino, del que el país es el mejor representante histórico y se adjudicó la primera edición de la Copa Mundial Femenina de Fútbol en 1991). Dichos factores negativos se vieron evidentemente reflejados en la ausencia del seleccionado estadounidense en participaciones mundialistas desde 1954 hasta 1986. Mientras la FIFA apoyó la candidatura de los Estados Unidos como una forma de extender la práctica del deporte en el país, gran parte de la comunidad internacional estuvo en contra de llevar el evento más importante del fútbol a un país en el que no se practicaba masivamente. Marruecos y Brasil presentaron candidaturas, pero la del país africano tuvo la posibilidad más clara de organizar el torneo por primera vez en África, un continente en que el fútbol se desarrollaba rápidamente. Finalmente, y a pesar del rechazo e inconformismo de algunos grupos tradicionalistas, se eligió a Estados Unidos por 10 votos a favor, siete para los marroquíes y dos para Brasil; Chile declinó su candidatura el 4 de julio de 1988.
Tras ser otorgada la sede a los Estados Unidos, el gobierno de dicho país, comenzó con los preparativos y a cumplir su promesa a la FIFA de incentivar el fútbol en la nación. A pesar de los esfuerzos de la Federación de Fútbol de los Estados Unidos, entre los que destacaron fomentar la competitividad de su selección en su papel de anfitriona por medio de la contratación del entrenador serbio Bora Milutinović, que había dirigido exitosamente a las selecciones de México y Costa Rica en las Copas Mundiales de 1986 y 1990 respectivamente y con quien se vio un resurgimiento del fútbol estadounidense a principios de la década de los 90 tras destacar en importantes torneos previos, así como la creación de la Major League Soccer en 1993, el público estadounidense no se interesó por el balompié. Una encuesta del USA Today realizada días antes del inicio de la Copa Mundial informó de que solo un 25% de los estadounidenses sabían de la realización del evento y que un 15% de ellos vería un partido. Los diarios del país criticaron la organización del torneo: un periódico decía «Aquí el fútbol es el deporte del futuro y siempre lo será», mientras una editorial del Washington Post señalaba: «el fútbol es un juego que los estadounidenses enseñamos a nuestros niños hasta que son suficientemente mayores para hacer algo interesante». Tras el inicio del torneo, un 10% de las noticias deportivas del New York Times hablaba de la Copa Mundial, mientras que un 70% estaba dedicado al béisbol. Tan solo dos años después de haber conseguido ser los anfitriones mundialistas, se eligió a la ciudad estadounidense de Atlanta como sede de los Juegos Olímpicos del Centenario a realizarse en 1996; fue así el tercer país en organizar dos eventos de dicha magnitud en un período de dos años (anteriormente lo habían hecho México y Alemania) y mucha prensa deportiva norteamericana también estuvo mayormente inclinada a los detalles de la organización de la Olimpiada y de los atletas nacionales con miras a este evento en sus etapas previas de preparación. Incluso, el partido inaugural entre Alemania y Bolivia no fue transmitido por ninguna cadena nacional, que prefirieron cubrir el Abierto de Golf de Estados Unidos, y durante todo el torneo la atención estuvo marcada por el juicio a la ex estrella del fútbol americano O.J. Simpson por la muerte de su exmujer Nicole Brown, relegando la Copa a un segundo plano.
Sin embargo, tras la histórica victoria de la selección local ante el combinado de Colombia y con ello su histórico pase a octavos de final, el público estadounidense comenzó a participar en el evento. Una nueva encuesta del USA Today señalaba que el 88% de los estadounidenses sabía que el Mundial se estaba realizando en los Estados Unidos y un 44% del total aseguró que vería al menos un partido por televisión. De igual forma, creció el número de espectadores locales en los partidos disputados por todo el país.
El Mundial de 1994 fue el torneo con mayor asistencia en la historia de la Copa del Mundo, con un promedio de casi 69.000 espectadores por partido. La asistencia total de cerca de 3,6 millones en el torneo final sigue siendo el más alto en la historia del Mundial, a pesar de la ampliación de la competencia de 24 a 32 equipos (y 52 a 64 partidos) en los torneos siguientes de 1998 en adelante. Grecia, Nigeria y Arabia Saudita hicieron sus primeras apariciones en las finales; Noruega su primera desde 1938, Bolivia desde 1950 y Suiza desde 1966.

## Organización

### Sedes
Para la Copa Mundial, se establecieron 9 sedes en todo el país, en estadios utilizados principalmente para la práctica del fútbol americano, debido a la inexistencia de campos especializados de soccer. La mayoría estos estadios se ubicaban en suburbios ubicados cerca de las grandes ciudades. Debido a que gran parte de la población mundial desconocía la ubicación de estos suburbios, el Comité Organizador llamó a las sedes con el nombre del área metropolitana que los contenía.
| Chicago, Illinois                          | Dallas, Texas | Pasadena, California (Área de Los Ángeles) | Pasadena, California (Área de Los Ángeles)         |
| ------------------------------------------ | --- | --- | -------------------------------------------------- |
| Soldier Field (5)                          | Cotton Bowl (6) | Rose Bowl (8) | Rose Bowl (8)                                      |
| Capacidad: 63 117                          | Capacidad: 63 998 | Capacidad: 91 794 | Capacidad: 91 794                                  |
| Soldier Field                              | Cotton Bowl | Rose Bowl | Rose Bowl                                          |
| Pontiac, Míchigan (Área de Detroit)        | Pasadena (Los Ángeles) Pontiac (Detroit) Stanford (San Francisco) East Rutherford (Nueva York) Orlando Chicago Dallas Foxborough (Boston) Washington, D.C. | Pasadena (Los Ángeles) Pontiac (Detroit) Stanford (San Francisco) East Rutherford (Nueva York) Orlando Chicago Dallas Foxborough (Boston) Washington, D.C. | East Rutherford, Nueva Jersey (Área de Nueva York) |
| Pontiac Silverdome (4)                     | Pasadena (Los Ángeles) Pontiac (Detroit) Stanford (San Francisco) East Rutherford (Nueva York) Orlando Chicago Dallas Foxborough (Boston) Washington, D.C. | Pasadena (Los Ángeles) Pontiac (Detroit) Stanford (San Francisco) East Rutherford (Nueva York) Orlando Chicago Dallas Foxborough (Boston) Washington, D.C. | Giants Stadium (7)                                 |
| Capacidad: 77 557                          | Pasadena (Los Ángeles) Pontiac (Detroit) Stanford (San Francisco) East Rutherford (Nueva York) Orlando Chicago Dallas Foxborough (Boston) Washington, D.C. | Pasadena (Los Ángeles) Pontiac (Detroit) Stanford (San Francisco) East Rutherford (Nueva York) Orlando Chicago Dallas Foxborough (Boston) Washington, D.C. | Capacidad: 75 338                                  |
| Rose Bowl                                  | Pasadena (Los Ángeles) Pontiac (Detroit) Stanford (San Francisco) East Rutherford (Nueva York) Orlando Chicago Dallas Foxborough (Boston) Washington, D.C. | Pasadena (Los Ángeles) Pontiac (Detroit) Stanford (San Francisco) East Rutherford (Nueva York) Orlando Chicago Dallas Foxborough (Boston) Washington, D.C. | Giants Stadium                                     |
| Foxborough, Massachusetts (Área de Boston) | Stanford, California (Área de San Francisco) | Orlando, Florida | Washington D. C.                                   |
| Foxboro Stadium (6)                        | Stanford Stadium (6) | Citrus Bowl (5) | Robert F. Kennedy Memorial Stadium (5)             |
| Capacidad: 53 644                          | Capacidad: 80 906 | Capacidad: 61 219 | Capacidad: 53 142                                  |
| Foxboro Stadium                            | Stanford Stadium | Citrus Bowl | Robert F. Kennedy Memorial Stadium                 |

### Reglas
Los 24 equipos que participaron en la fase final se encuadraron en seis grupos de cuatro equipos cada uno. Dentro de cada grupo se enfrentaron una vez entre sí por el sistema de todos contra todos. Según el resultado de cada partido se otorga, por primera vez en la Copa del Mundo, tres puntos al ganador y un punto a cada equipo en caso de empate. El cambio en la puntuación al ganador obedeció al deseo de la FIFA de promover un juego más ofensivo.
Pasaron a la siguiente ronda los dos primeros equipos de cada grupo y los cuatro mejores terceros. El orden de clasificación se determinó teniendo en cuenta los siguientes criterios, en orden de preferencia:
1. El mayor número de puntos obtenidos teniendo en cuenta todos los partidos del grupo.
2. La mayor diferencia de goles teniendo en cuenta todos los partidos del grupo.
3. El mayor número de goles a favor anotados teniendo en cuenta todos los partidos del grupo.

Si dos o más equipos quedaban igualados según las pautas anteriores, sus posiciones se determinaron mediante los siguientes criterios, en orden de preferencia:
1. El mayor número de puntos obtenidos en los partidos entre los equipos empatados.
2. La diferencia de goles teniendo en cuenta los partidos entre los equipos empatados.
3. El mayor número de goles a favor anotados por cada equipo en los partidos disputados entre los equipos empatados.
4. Sorteo del comité organizador de la Copa Mundial.

La segunda ronda incluyó todas las fases desde los octavos de final hasta la final. Mediante el sistema de eliminación directa se clasificaron los cuatro semifinalistas. Los equipos perdedores de las semifinales jugaron un partido por el tercer puesto y los ganadores disputan el partido final, cuyo vencedor obtuvo la Copa Mundial.
Si después de los 90 minutos de juego el partido se encuentra empatado se juega un tiempo suplementario de dos etapas de 15 minutos cada una. Si el resultado sigue empatado tras esta prórroga, el partido se define por el procedimiento de tiros desde el punto penal.

## Equipos participantes
La Copa Mundial tuvo un récord de 144 países inscritos, entre los que destacaban el ingreso de los nuevos países formados de la desintegración de países de larga tradición futbolística como Yugoslavia, Checoslovaquia y la Unión Soviética. Cabe destacar la ausencia, y la sorprendente eliminación de dos grandes selecciones europeas: Inglaterra (esta fue su última ausencia) y Francia (esta fue su última ausencia y también su segundo mundial consecutivo sin participar). Esta fue la primera vez, desde 1938, en la que no participó ninguna de las asociaciones del Reino Unido (Inglaterra, Gales, Irlanda del Norte y Escocia). También fue el regreso a un Mundial de Alemania como selección única, después de la disolución (y posterior unificación) de la Alemania Democrática tras la caída del Muro de Berlín en 1989.
En cursiva, los debutantes en la Copa Mundial de Fútbol.
| Clasificatorias | Clasificatorias | Clasificatorias | Clasificatorias | Clasificatorias | Clasificatorias |
| --------------- | --------------- | --------------- | --------------- | --------------- | --------------- |
| CAF             | AFC             | UEFA            | Concacaf        | OFC             | Conmebol        |

| Equipos participantes | Equipos participantes | Equipos participantes | Equipos participantes |
| --------------------- | --------------------- | --------------------- | --------------------- |
| Alemania              | Bulgaria              | Grecia                | Noruega               |
| Arabia Saudita        | Camerún               | Irlanda               | Países Bajos          |
| Argentina             | Colombia              | Italia                | Rumania               |
| Bélgica               | Corea del Sur         | Marruecos             | Rusia                 |
| Bolivia               | España                | México                | Suecia                |
| Brasil                | Estados Unidos        | Nigeria               | Suiza                 |

### Sorteo
La composición de los cuatro bombos se basó en la Clasificación Mundial FIFA (establecido en 1993) y en los resultados de los equipos calificados en los tres Mundiales anteriores. Se muestra entre paréntesis el ranking  pre-torneo de los equipos.
| Bombo 1 (Top 5 + anfitrión) | Bombo 2 (África + resto de América)                                             | Bombo 3 (Europa 1-6)                                                          | Bombo 4 (Europa 7-10 + Asia)                                                          |
| --- | ------------------------------------------------------------------------------- | ----------------------------------------------------------------------------- | ------------------------------------------------------------------------------------- |
| Estados Unidos (Anfitrión) (23) Alemania (Campeón 1990) (1) Argentina (Subcampeón 1990) (8) Italia (Tercero 1990) (4) Brasil (3) Bélgica (27) | Camerún (24) Marruecos (28) Nigeria (11) Bolivia (43) Colombia (17) México (16) | Bulgaria (29) España (5) Irlanda (14) Países Bajos (2) Rumania (7) Rusia (19) | Grecia (31) Noruega (6) Suecia (10) Suiza (12) Corea del Sur (37) Arabia Saudita (34) |

## Resultados
- Los horarios corresponden a la hora local, según la zona horaria de cada partido:

Tiempo del Este: EDT (UTC-4)
Tiempo estándar del Centro: CDT (UTC-5)
Tiempo del Pacífico: PDT (UTC-7)
Leyenda: Pts: Puntos; PJ: Partidos jugados; PG: Partidos ganados; PE: Partidos empatados; PP: Partidos perdidos; GF: Goles a favor; GC: Goles en contra; Dif: Diferencia de goles.

### Primera fase

#### Grupo A
| Selección      | Pts. | PJ | PG | PE | PP | GF | GC | Dif. |
| -------------- | ---- | -- | -- | -- | -- | -- | -- | ---- |
| Rumania        | 6    | 3  | 2  | 0  | 1  | 5  | 5  | 0    |
| Suiza          | 4    | 3  | 1  | 1  | 1  | 5  | 4  | 1    |
| Estados Unidos | 4    | 3  | 1  | 1  | 1  | 3  | 3  | 0    |
| Colombia       | 3    | 3  | 1  | 0  | 2  | 4  | 5  | –1   |

| 18 de junio de 1994, 11:30 EDT | Estados Unidos | 1:1 (1:1) | Suiza     | Pontiac Silverdome, Detroit                                    |                                                                |
|                                | Wynalda 44'    | Reporte   | Brégy 39' | Asistencia: 73.425 espectadores Árbitro(s): Francisco Lamolina | Asistencia: 73.425 espectadores Árbitro(s): Francisco Lamolina |

| 18 de junio de 1994, 16:30 PDT | Colombia     | 1:3 (1:2) | Rumania                       | Rose Bowl, Los Ángeles                                      |                                                             |
|                                | Valencia 43' | Reporte   | Răducioiu 15', 89' · Hagi 34' | Asistencia: 91.856 espectadores Árbitro(s): Jamal Al Sharif | Asistencia: 91.856 espectadores Árbitro(s): Jamal Al Sharif |

| 22 de junio de 1994, 16:00 EDT | Rumania  | 1:4 (1:1) | Suiza                                      | Pontiac Silverdome, Detroit                             |                                                         |
|                                | Hagi 35' | Reporte   | Sutter 16' · Chapuisat 52' · Knup 65', 72' | Asistencia: 61.428 espectadores Árbitro(s): Nadj Jouini | Asistencia: 61.428 espectadores Árbitro(s): Nadj Jouini |

| 22 de junio de 1994, 16:30 PDT | Estados Unidos                   | 2:1 (1:0) | Colombia     | Rose Bowl, Los Ángeles                                   |                                                          |
|                                | Escobar 35' (a.g.) · Stewart 52' | Reporte   | Valencia 90' | Asistencia: 93.869 espectadores Árbitro(s): Fabio Baldas | Asistencia: 93.869 espectadores Árbitro(s): Fabio Baldas |

| 26 de junio de 1994, 13:00 PDT | Estados Unidos | 0:1 (0:1) | Rumania      | Rose Bowl, Los Ángeles                                         |                                                                |
|                                |                | Reporte   | Petrescu 18' | Asistencia: 93.869 espectadores Árbitro(s): Mario van der Ende | Asistencia: 93.869 espectadores Árbitro(s): Mario van der Ende |

| 26 de junio de 1994, 13:00 PDT | Suiza | 0:2 (0:1) | Colombia                 | Stanford Stadium, San Francisco                             |                                                             |
|                                |       | Reporte   | Gaviria 44' · Lozano 90' | Asistencia: 83.401 espectadores Árbitro(s): Peter Mikkelsen | Asistencia: 83.401 espectadores Árbitro(s): Peter Mikkelsen |

#### Grupo B
| Selección | Pts. | PJ | PG | PE | PP | GF | GC | Dif. |
| --------- | ---- | -- | -- | -- | -- | -- | -- | ---- |
| Brasil    | 7    | 3  | 2  | 1  | 0  | 6  | 1  | 5    |
| Suecia    | 5    | 3  | 1  | 2  | 0  | 6  | 4  | 2    |
| Rusia     | 3    | 3  | 1  | 0  | 2  | 7  | 6  | 1    |
| Camerún   | 1    | 3  | 0  | 1  | 2  | 3  | 11 | –8   |

| 19 de junio de 1994, 16:30 PDT | Camerún                   | 2:2 (1:1) | Suecia                | Rose Bowl, Los Ángeles                                             |                                                                    |
|                                | Embé 31' · Omam-Biyik 47' | Reporte   | Ljung 8' · Dahlin 75' | Asistencia: 93.194 espectadores Árbitro(s): Alberto Tejada Noriega | Asistencia: 93.194 espectadores Árbitro(s): Alberto Tejada Noriega |

| 20 de junio de 1994, 13:00 PDT | Brasil                       | 2:0 (1:0) | Rusia | Stanford Stadium, San Francisco                           |                                                           |
|                                | Romário 26' · Raí 52' (pen.) | Reporte   |       | Asistencia: 81.061 espectadores Árbitro(s): Lim Kee Chong | Asistencia: 81.061 espectadores Árbitro(s): Lim Kee Chong |

| 24 de junio de 1994, 13:00 PDT | Brasil                                       | 3:0 (1:0) | Camerún | Stanford Stadium, San Francisco                                  |                                                                  |
|                                | Romário 39' · Márcio Santos 66' · Bebeto 73' | Reporte   |         | Asistencia: 83.401 espectadores Árbitro(s): Arturo Brizio Carter | Asistencia: 83.401 espectadores Árbitro(s): Arturo Brizio Carter |

| 24 de junio de 1994, 19:30 EDT | Suecia                              | 3:1 (1:1) | Rusia             | Pontiac Silverdome, Detroit                              |                                                          |
|                                | Brolin 37' (pen.) · Dahlin 59', 81' | Reporte   | Salenko 4' (pen.) | Asistencia: 71.528 espectadores Árbitro(s): Joël Quiniou | Asistencia: 71.528 espectadores Árbitro(s): Joël Quiniou |

| 28 de junio de 1994, 13:00 PDT | Rusia                                                  | 6:1 (3:0) | Camerún   | Stanford Stadium, San Francisco                             |                                                             |
| | Salenko 15', 41', 44' (pen.), 72', 75' · Radchenko 81' | Reporte   | Milla 46' | Asistencia: 74.914 espectadores Árbitro(s): Jamal Al Sharif | Asistencia: 74.914 espectadores Árbitro(s): Jamal Al Sharif |
| A sus 42 años, Roger Milla se convierte en el jugador de mayor edad, en convertir un gol en una Copa del Mundo. Oleg Salenko se convierte en el primer jugador en anotar cinco goles en un mismo partido de una Copa del Mundo. |                                                        |           |           |                                                             |                                                             |

| 28 de junio de 1994, 16:00 EDT | Brasil      | 1:1 (0:1) | Suecia           | Pontiac Silverdome, Detroit                             |                                                         |
|                                | Romário 46' | Reporte   | K. Andersson 23' | Asistencia: 77.217 espectadores Árbitro(s): Sándor Puhl | Asistencia: 77.217 espectadores Árbitro(s): Sándor Puhl |

#### Grupo C
| Selección     | Pts. | PJ | PG | PE | PP | GF | GC | Dif. |
| ------------- | ---- | -- | -- | -- | -- | -- | -- | ---- |
| Alemania      | 7    | 3  | 2  | 1  | 0  | 5  | 3  | 2    |
| España        | 5    | 3  | 1  | 2  | 0  | 6  | 4  | 2    |
| Corea del Sur | 2    | 3  | 0  | 2  | 1  | 4  | 5  | –1   |
| Bolivia       | 1    | 3  | 0  | 1  | 2  | 1  | 4  | –3   |

| 17 de junio de 1994, 14:00 CDT | Alemania      | 1:0 (0:0) | Bolivia | Soldier Field, Chicago                                           |                                                                  |
|                                | Klinsmann 61' | Reporte   |         | Asistencia: 63.117 espectadores Árbitro(s): Arturo Brizio Carter | Asistencia: 63.117 espectadores Árbitro(s): Arturo Brizio Carter |

| 17 de junio de 1994, 18:30 CDT | España                       | 2:2 (0:0) | Corea del Sur                | Estadio Cotton Bowl, Dallas                                 |                                                             |
|                                | Salinas 51' · Goikoetxea 55' | Reporte   | M.B. Hong 85' · J.W. Seo 90' | Asistencia: 56.247 espectadores Árbitro(s): Peter Mikkelsen | Asistencia: 56.247 espectadores Árbitro(s): Peter Mikkelsen |

| 21 de junio de 1994, 15:00 CDT | Alemania      | 1:1 (0:1) | España         | Soldier Field, Chicago                                      |                                                             |
|                                | Klinsmann 48' | Reporte   | Goikoetxea 14' | Asistencia: 63.113 espectadores Árbitro(s): Ernesto Filippi | Asistencia: 63.113 espectadores Árbitro(s): Ernesto Filippi |

| 23 de junio de 1994, 19:30 EDT                    | Corea del Sur | 0:0     | Bolivia | Foxboro Stadium, Boston                                    |                                                            |
|                                                   |               | Reporte |         | Asistencia: 54.453 espectadores Árbitro(s): Leslie Mottram | Asistencia: 54.453 espectadores Árbitro(s): Leslie Mottram |
| Primer y único punto en la actualidad de Bolivia. |               |         |         |                                                            |                                                            |

| 27 de junio de 1994, 15:00 CDT                                                         | Bolivia     | 1:3 (0:1) | España                                   | Soldier Field, Chicago                                      |                                                             |
|                                                                                        | Sánchez 67' | Reporte   | Guardiola 19' (pen.) · Caminero 66', 70' | Asistencia: 63.089 espectadores Árbitro(s): Rodrigo Badilla | Asistencia: 63.089 espectadores Árbitro(s): Rodrigo Badilla |
| Erwin Sánchez convierte el único gol que tiene Bolivia en un Mundial en la actualidad. |             |           |                                          |                                                             |                                                             |

| 27 de junio de 1994, 15:00 CDT | Alemania                        | 3:2 (3:0) | Corea del Sur                  | Estadio Cotton Bowl, Dallas                              |                                                          |
|                                | Klinsmann 12', 37' · Riedle 20' | Reporte   | S.H. Hwang 52' · M.B. Hong 63' | Asistencia: 63.998 espectadores Árbitro(s): Joël Quiniou | Asistencia: 63.998 espectadores Árbitro(s): Joël Quiniou |

#### Grupo D
| Selección | Pts. | PJ | PG | PE | PP | GF | GC | Dif. |
| --------- | ---- | -- | -- | -- | -- | -- | -- | ---- |
| Nigeria   | 6    | 3  | 2  | 0  | 1  | 6  | 2  | 4    |
| Bulgaria  | 6    | 3  | 2  | 0  | 1  | 6  | 3  | 3    |
| Argentina | 6    | 3  | 2  | 0  | 1  | 6  | 3  | 3    |
| Grecia    | 0    | 3  | 0  | 0  | 3  | 0  | 10 | -10  |

| 21 de junio de 1994, 12:30 EDT | Argentina                                    | 4:0 (2:0) | Grecia | Foxboro Stadium, Boston                                    |                                                            |
|                                | Batistuta 2', 44', 89' (pen.) · Maradona 60' | Reporte   |        | Asistencia: 54.456 espectadores Árbitro(s): Arturo Angeles | Asistencia: 54.456 espectadores Árbitro(s): Arturo Angeles |

| 21 de junio de 1994, 18:30 CDT                                                                        | Nigeria                                 | 3:0 (2:0) | Bulgaria | Estadio Cotton Bowl, Dallas                                 |                                                             |
| | Yekini 21' · Amokachi 43' · Amunike 55' | Reporte   |          | Asistencia: 44.132 espectadores Árbitro(s): Rodrigo Badilla | Asistencia: 44.132 espectadores Árbitro(s): Rodrigo Badilla |
| Rashidi Yekini anota el primer gol de Nigeria en Mundiales. Primera victoria de Nigeria en Mundiales. |                                         |           |          |                                                             |                                                             |

| 25 de junio de 1994, 16:00 EDT | Argentina         | 2:1 (2:1) | Nigeria   | Foxboro Stadium, Boston                                 |                                                         |
| | Caniggia 21', 28' | Reporte   | Siasia 8' | Asistencia: 54.453 espectadores Árbitro(s): Bo Karlsson | Asistencia: 54.453 espectadores Árbitro(s): Bo Karlsson |
| Diego Maradona es acompañado para el control antidopaje, retirándose del campo de juego, acompañado de una joven que lo lleva de la mano para asistir al control. Claudio Caniggia convirtió el gol 1500 en la historia de las Copas Mundiales. |                   |           |           |                                                         |                                                         |

| 26 de junio de 1994, 11:30 CDT                                    | Bulgaria                                                       | 4:0 (1:0) | Grecia | Soldier Field, Chicago                                  |                                                         |
|                                                                   | Stoichkov 5' (pen.), 55' (pen.) · Letchkov 65' · Borimirov 90' | Reporte   |        | Asistencia: 63.160 espectadores Árbitro(s): Ali Bujsaim | Asistencia: 63.160 espectadores Árbitro(s): Ali Bujsaim |
| Primera victoria de Bulgaria en Mundiales después de 17 partidos. |                                                                |           |        |                                                         |                                                         |

| 30 de junio de 1994, 19:30 EDT                                     | Grecia | 0:2 (0:1) | Nigeria                   | Foxboro Stadium, Boston                                    |                                                            |
|                                                                    |        | Reporte   | Finidi 45' · Amokachi 90' | Asistencia: 53.001 espectadores Árbitro(s): Leslie Mottram | Asistencia: 53.001 espectadores Árbitro(s): Leslie Mottram |
| Primera clasificación de Nigeria a una segunda fase de un Mundial. |        |           |                           |                                                            |                                                            |

| 30 de junio de 1994, 18:30 CDT | Argentina | 0:2 (0:0) | Bulgaria                    | Estadio Cotton Bowl, Dallas                             |                                                         |
|                                |           | Reporte   | Stoichkov 61' · Sirakov 90' | Asistencia: 63.998 espectadores Árbitro(s): Nadj Jouini | Asistencia: 63.998 espectadores Árbitro(s): Nadj Jouini |

#### Grupo E
| Selección | Pts. | PJ | PG | PE | PP | GF | GC | Dif. |
| --------- | ---- | -- | -- | -- | -- | -- | -- | ---- |
| México    | 4    | 3  | 1  | 1  | 1  | 3  | 3  | 0    |
| Irlanda   | 4    | 3  | 1  | 1  | 1  | 2  | 2  | 0    |
| Italia    | 4    | 3  | 1  | 1  | 1  | 2  | 2  | 0    |
| Noruega   | 4    | 3  | 1  | 1  | 1  | 1  | 1  | 0    |

| 18 de junio de 1994, 16:00 EDT            | Italia | 0:1 (0:1) | Irlanda      | Giants Stadium, Nueva York                                     |                                                                |
|                                           |        | Reporte   | Houghton 11' | Asistencia: 75.338 espectadores Árbitro(s): Mario van der Ende | Asistencia: 75.338 espectadores Árbitro(s): Mario van der Ende |
| Primera victoria de Irlanda en Mundiales. |        |           |              |                                                                |                                                                |

| 19 de junio de 1994, 16:00 EDT            | Noruega    | 1:0 (0:0) | México | RFK Memorial Stadium, Washington                        |                                                         |
|                                           | Rekdal 84' | Reporte   |        | Asistencia: 52.395 espectadores Árbitro(s): Sándor Puhl | Asistencia: 52.395 espectadores Árbitro(s): Sándor Puhl |
| Primera victoria de Noruega en Mundiales. |            |           |        |                                                         |                                                         |

| 23 de junio de 1994, 16:00 EDT | Italia        | 1:0 (0:0) | Noruega | Giants Stadium, Nueva York                              |                                                         |
|                                | D. Baggio 69' | Reporte   |         | Asistencia: 74.624 espectadores Árbitro(s): Helmut Krug | Asistencia: 74.624 espectadores Árbitro(s): Helmut Krug |

| 24 de junio de 1994, 12:30 EDT | México          | 2:1 (1:0) | Irlanda      | Citrus Bowl, Orlando                                           |                                                                |
|                                | García 42', 65' | Reporte   | Aldridge 84' | Asistencia: 60.790 espectadores Árbitro(s): Kurt Röthlisberger | Asistencia: 60.790 espectadores Árbitro(s): Kurt Röthlisberger |

| 28 de junio de 1994, 12:30 EDT | Irlanda | 0:0     | Noruega | Giants Stadium, Nueva York                                     |                                                                |
|                                |         | Reporte |         | Asistencia: 72.404 espectadores Árbitro(s): José Torres Cadena | Asistencia: 72.404 espectadores Árbitro(s): José Torres Cadena |

| 28 de junio de 1994, 12:30 EDT | Italia      | 1:1 (0:0) | México     | RFK Memorial Stadium, Washington                               |                                                                |
|                                | Massaro 48' | Reporte   | Bernal 57' | Asistencia: 52.535 espectadores Árbitro(s): Francisco Lamolina | Asistencia: 52.535 espectadores Árbitro(s): Francisco Lamolina |

#### Grupo F
| Selección      | Pts. | PJ | PG | PE | PP | GF | GC | Dif. |
| -------------- | ---- | -- | -- | -- | -- | -- | -- | ---- |
| Países Bajos   | 6    | 3  | 2  | 0  | 1  | 4  | 3  | 1    |
| Arabia Saudita | 6    | 3  | 2  | 0  | 1  | 4  | 3  | 1    |
| Bélgica        | 6    | 3  | 2  | 0  | 1  | 2  | 1  | 1    |
| Marruecos      | 0    | 3  | 0  | 0  | 3  | 2  | 5  | –3   |

| 19 de junio de 1994, 12:30 EDT | Bélgica     | 1:0 (1:0) | Marruecos | Citrus Bowl, Orlando                                           |                                                                |
|                                | Degryse 11' | Reporte   |           | Asistencia: 61.219 espectadores Árbitro(s): José Torres Cadena | Asistencia: 61.219 espectadores Árbitro(s): José Torres Cadena |

| 20 de junio de 1994, 19:30 EDT                                | Países Bajos           | 2:1 (0:1) | Arabia Saudita | RFK Memorial Stadium, Washington                             |                                                              |
|                                                               | Jonk 50' · Taument 86' | Reporte   | Amin 18'       | Asistencia: 50.535 espectadores Árbitro(s): Manuel Díaz Vega | Asistencia: 50.535 espectadores Árbitro(s): Manuel Díaz Vega |
| Fuad Amin marcó el primer gol de Arabia Saudita en Mundiales. |                        |           |                |                                                              |                                                              |

| 25 de junio de 1994, 12:30 EDT | Bélgica    | 1:0 (0:0) | Países Bajos | Citrus Bowl, Orlando                                         |                                                              |
|                                | Albert 65' | Reporte   |              | Asistencia: 62.387 espectadores Árbitro(s): Renato Marsiglia | Asistencia: 62.387 espectadores Árbitro(s): Renato Marsiglia |

| 25 de junio de 1994, 12:30 EDT                                                                                | Arabia Saudita                | 2:1 (2:1) | Marruecos   | Giants Stadium, Nueva York                             |                                                        |
| | Al Jaber 7' (pen.) · Amin 45' | Reporte   | Chaouch 26' | Asistencia: 76.322 espectadores Árbitro(s): Philip Don | Asistencia: 76.322 espectadores Árbitro(s): Philip Don |
| Primer enfrentamiento entre dos países árabes en un Mundial. Primera victoria de Arabia Saudita en Mundiales. |                               |           |             |                                                        |                                                        |

| 29 de junio de 1994, 12:30 EDT | Marruecos | 1:2 (0:1) | Países Bajos           | Citrus Bowl, Orlando                                               |                                                                    |
|                                | Nader 47' | Reporte   | Bergkamp 43' · Roy 77' | Asistencia: 60.578 espectadores Árbitro(s): Alberto Tejada Noriega | Asistencia: 60.578 espectadores Árbitro(s): Alberto Tejada Noriega |

| 29 de junio de 1994, 12:30 EDT                                            | Bélgica | 0:1 (0:1) | Arabia Saudita | RFK Memorial Stadium, Washington                        |                                                         |
|                                                                           |         | Reporte   | Owairan 5'     | Asistencia: 52.959 espectadores Árbitro(s): Helmut Krug | Asistencia: 52.959 espectadores Árbitro(s): Helmut Krug |
| Primera clasificación de Arabia Saudita a una segunda fase de un Mundial. |         |           |                |                                                         |                                                         |

#### Mejores terceros
Los cuatro mejores equipos de estos seis se determinó de la siguiente manera:
- Mayor número de puntos obtenidos en todos los partidos de grupo;
- Diferencia de goles en todos los partidos de grupo;
- Mayor número de goles marcados en todos los partidos de grupo;
- Sorteo por parte de la comisión organizadora de la FIFA.

| Selección      | Grupo | Pts. | PJ | PG | PE | PP | GF | GC | Dif. |
| -------------- | ----- | ---- | -- | -- | -- | -- | -- | -- | ---- |
| Argentina      | D     | 6    | 3  | 2  | 0  | 1  | 6  | 3  | 3    |
| Bélgica        | F     | 6    | 3  | 2  | 0  | 1  | 2  | 1  | 1    |
| Estados Unidos | A     | 4    | 3  | 1  | 1  | 1  | 3  | 3  | 0    |
| Italia         | E     | 4    | 3  | 1  | 1  | 1  | 2  | 2  | 0    |
| Rusia          | B     | 3    | 3  | 1  | 0  | 2  | 7  | 6  | 1    |
| Corea del Sur  | C     | 2    | 3  | 0  | 2  | 1  | 4  | 5  | –1   |

Los emparejamientos de los octavos de final fueron definidos de la siguiente manera:
- Partido 1: 2.º del grupo A v 2.º del grupo C
- Partido 2: 1.º del grupo D v 3.º del grupo B/E/F
- Partido 3: 1.º del grupo B v 3.º del grupo A/C/D
- Partido 4: 1.º del grupo F v 2.º del grupo E
- Partido 5: 1.º del grupo C v 3.º del grupo A/B/F
- Partido 6: 1.º del grupo E v 2.° del grupo D
- Partido 7: 1.° del grupo A v 3.° del grupo C/D/E
- Partido 8: 2.° del grupo B v 2.° del grupo F

Los emparejamientos de los partidos 2, 3, 5 y 7 dependen de quienes sean los terceros lugares que se clasifiquen a los octavos de final. La siguiente tabla muestra las diferentes opciones para definir a los rivales de los ganadores de los grupos A, B, C y D.
     – Combinación que se dio en esta edición.
| Si los 4 mejores terceros son de los grupos: | El 1.° del grupo A juega con: | El 1.° del grupo B juega con: | El 1.° del grupo C juega con: | El 1.° del grupo D juega con: |
| -------------------------------------------- | ----------------------------- | ----------------------------- | ----------------------------- | ----------------------------- |
| A, B, C y D                                  | 3.° del grupo C               | 3.° del grupo D               | 3.° del grupo A               | 3.° del grupo B               |
| A, B, C y E                                  | 3.° del grupo C               | 3.° del grupo A               | 3.° del grupo B               | 3.° del grupo E               |
| A, B, C y F                                  | 3.° del grupo C               | 3.° del grupo A               | 3.° del grupo B               | 3.° del grupo F               |
| A, B, D y E                                  | 3.° del grupo D               | 3.° del grupo A               | 3.° del grupo B               | 3.° del grupo E               |
| A, B, D y F                                  | 3.° del grupo D               | 3.° del grupo A               | 3.° del grupo B               | 3.° del grupo F               |
| A, B, E y F                                  | 3.° del grupo E               | 3.° del grupo A               | 3.° del grupo B               | 3.° del grupo F               |
| A, C, D y E                                  | 3.° del grupo C               | 3.° del grupo D               | 3.° del grupo A               | 3.° del grupo E               |
| A, C, D y F                                  | 3.° del grupo C               | 3.° del grupo D               | 3.° del grupo A               | 3.° del grupo F               |
| A, C, E y F                                  | 3.° del grupo C               | 3.° del grupo A               | 3.° del grupo F               | 3.° del grupo E               |
| A, D, E y F                                  | 3.° del grupo D               | 3.° del grupo A               | 3.° del grupo F               | 3.° del grupo E               |
| B, C, D y E                                  | 3.° del grupo C               | 3.° del grupo D               | 3.° del grupo B               | 3.° del grupo E               |
| B, C, D y F                                  | 3.° del grupo C               | 3.° del grupo D               | 3.° del grupo B               | 3.° del grupo F               |
| B, C, E y F                                  | 3.° del grupo E               | 3.° del grupo C               | 3.° del grupo B               | 3.° del grupo F               |
| B, D, E y F                                  | 3.° del grupo E               | 3.° del grupo D               | 3.° del grupo B               | 3.° del grupo F               |
| C, D, E y F                                  | 3.° del grupo C               | 3.° del grupo D               | 3.° del grupo F               | 3.° del grupo E               |

### Segunda fase
|  | Octavos de final           | Octavos de final         |                             |       | Cuartos de final             | Cuartos de final             |                           |                           | Semifinales | Semifinales |  |  | Final | Final |
|  |                            |                          |                             |       |                              |                              |                           |                           |             |             |  |  |       |       |
|  | 3 de julio – Los Ángeles   |                          |                             |       |                              |                              |                           |                           |             |             |  |  |       |       |
|  |                            |                          |                             |       |                              |                              |                           |                           |             |             |  |  |       |       |
|  | Rumania                    | 3                        |                             |       |                              |                              |                           |                           |             |             |  |  |       |       |
|  | Rumania                    | 3                        | 10 de julio – San Francisco |       |                              |                              |                           |                           |             |             |  |  |       |       |
|  | Argentina                  | 2                        |                             |       |                              |                              |                           |                           |             |             |  |  |       |       |
|  | Argentina                  | 2                        | Rumania                     | 2 (4) |                              |                              |                           |                           |             |             |  |  |       |       |
|  | 3 de julio – Dallas        |                          | Rumania                     | 2 (4) |                              |                              |                           |                           |             |             |  |  |       |       |
|  |                            | Suecia (p.)              | 2 (5)                       |       |                              |                              |                           |                           |             |             |  |  |       |       |
|  | Arabia Saudita             | Suecia (p.)              | 2 (5)                       | 1     |                              |                              |                           |                           |             |             |  |  |       |       |
|  | Arabia Saudita             |                          | 13 de julio – Los Ángeles   | 1     |                              |                              |                           |                           |             |             |  |  |       |       |
|  | Suecia                     | 3                        |                             |       |                              |                              |                           |                           |             |             |  |  |       |       |
|  | Suecia                     | 3                        | Suecia                      | 0     |                              |                              |                           |                           |             |             |  |  |       |       |
|  | 4 de julio – Orlando       |                          | Suecia                      | 0     |                              |                              |                           |                           |             |             |  |  |       |       |
|  |                            | Brasil                   | 1                           |       |                              |                              |                           |                           |             |             |  |  |       |       |
|  | Países Bajos               | Brasil                   | 1                           | 2     |                              |                              |                           |                           |             |             |  |  |       |       |
|  | Países Bajos               | 9 de julio – Dallas      |                             | 2     |                              |                              |                           |                           |             |             |  |  |       |       |
|  | Irlanda                    | 0                        |                             |       |                              |                              |                           |                           |             |             |  |  |       |       |
|  | Irlanda                    | 0                        | Países Bajos                | 2     |                              |                              |                           |                           |             |             |  |  |       |       |
|  | 4 de julio – San Francisco |                          | Países Bajos                | 2     |                              |                              |                           |                           |             |             |  |  |       |       |
|  |                            | Brasil                   | 3                           |       |                              |                              |                           |                           |             |             |  |  |       |       |
|  | Brasil                     | Brasil                   | 3                           | 1     |                              |                              |                           |                           |             |             |  |  |       |       |
|  | Brasil                     |                          | 17 de julio – Los Ángeles   | 1     |                              |                              |                           |                           |             |             |  |  |       |       |
|  | Estados Unidos             | 0                        |                             |       |                              |                              |                           |                           |             |             |  |  |       |       |
|  | Estados Unidos             | 0                        | Brasil (p.)                 | 0 (3) |                              |                              |                           |                           |             |             |  |  |       |       |
|  | 5 de julio – Nueva York    |                          | Brasil (p.)                 | 0 (3) |                              |                              |                           |                           |             |             |  |  |       |       |
|  |                            | Italia                   | 0 (2)                       |       |                              |                              |                           |                           |             |             |  |  |       |       |
|  | México                     | Italia                   | 0 (2)                       | 1 (1) |                              |                              |                           |                           |             |             |  |  |       |       |
|  | México                     | 10 de julio – Nueva York |                             | 1 (1) |                              |                              |                           |                           |             |             |  |  |       |       |
|  | Bulgaria (p.)              | 1 (3)                    |                             |       |                              |                              |                           |                           |             |             |  |  |       |       |
|  | Bulgaria (p.)              | 1 (3)                    | Bulgaria                    | 2     |                              |                              |                           |                           |             |             |  |  |       |       |
|  | 2 de julio – Chicago       |                          | Bulgaria                    | 2     |                              |                              |                           |                           |             |             |  |  |       |       |
|  |                            | Alemania                 | 1                           |       |                              |                              |                           |                           |             |             |  |  |       |       |
|  | Alemania                   | Alemania                 | 1                           | 3     |                              |                              |                           |                           |             |             |  |  |       |       |
|  | Alemania                   |                          | 13 de julio – Nueva York    | 3     |                              |                              |                           |                           |             |             |  |  |       |       |
|  | Bélgica                    | 2                        |                             |       |                              |                              |                           |                           |             |             |  |  |       |       |
|  | Bélgica                    | 2                        | Bulgaria                    | 1     |                              |                              |                           |                           |             |             |  |  |       |       |
|  | 2 de julio – Washington    |                          | Bulgaria                    | 1     |                              |                              |                           |                           |             |             |  |  |       |       |
|  |                            | Italia                   | 2                           |       | Partido por el tercer puesto | Partido por el tercer puesto |                           |                           |             |             |  |  |       |       |
|  | España                     | Italia                   | 2                           | 3     | Partido por el tercer puesto | Partido por el tercer puesto |                           |                           |             |             |  |  |       |       |
|  | España                     | 9 de julio – Boston      | 9 de julio – Boston         | 3     |                              |                              | 16 de julio – Los Ángeles | 16 de julio – Los Ángeles |             |             |  |  |       |       |
|  | Suiza                      | 9 de julio – Boston      | 9 de julio – Boston         | 0     |                              |                              | 16 de julio – Los Ángeles | 16 de julio – Los Ángeles |             |             |  |  |       |       |
|  | Suiza                      | España                   | 1                           | 0     | Suecia                       | 4                            |                           |                           |             |             |  |  |       |       |
|  | 5 de julio – Boston        | España                   | 1                           |       | Suecia                       | 4                            |                           |                           |             |             |  |  |       |       |
|  |                            | Italia                   | 2                           |       | Bulgaria                     | 0                            |                           |                           |             |             |  |  |       |       |
|  | Nigeria                    | Italia                   | 2                           | 1     | Bulgaria                     | 0                            |                           |                           |             |             |  |  |       |       |
|  | Nigeria                    |                          |                             | 1     |                              |                              |                           |                           |             |             |  |  |       |       |
|  | Italia (t.s.)              | 2                        |                             |       |                              |                              |                           |                           |             |             |  |  |       |       |
|  | Italia (t.s.)              | 2                        |                             |       |                              |                              |                           |                           |             |             |  |  |       |       |

#### Octavos de final
| 2 de julio de 1994, 12:00 CDT | Alemania                       | 3:2 (3:1) | Bélgica              | Soldier Field, Chicago                                         |                                                                |
|                               | Völler 6', 40' · Klinsmann 11' | Reporte   | Grün 8' · Albert 90' | Asistencia: 60.246 espectadores Árbitro(s): Kurt Röthlisberger | Asistencia: 60.246 espectadores Árbitro(s): Kurt Röthlisberger |

| 2 de julio de 1994, 16:30 EDT | España                                                 | 3:0 (1:0) | Suiza | RFK Memorial Stadium, Washington                               |                                                                |
|                               | Hierro 15' · Luis Enrique 74' · Begiristain 86' (pen.) | Reporte   |       | Asistencia: 53.121 espectadores Árbitro(s): Mario van der Ende | Asistencia: 53.121 espectadores Árbitro(s): Mario van der Ende |

| 3 de julio de 1994, 12:00 CDT | Arabia Saudita   | 1:3 (0:1) | Suecia                            | Estadio Cotton Bowl, Dallas                                  |                                                              |
|                               | Al-Ghesheyan 85' | Reporte   | Dahlin 6' · K. Andersson 51', 88' | Asistencia: 60.277 espectadores Árbitro(s): Renato Marsiglia | Asistencia: 60.277 espectadores Árbitro(s): Renato Marsiglia |

| 3 de julio de 1994, 13:30 PDT                                      | Rumania                        | 3:2 (2:1) | Argentina                        | Rose Bowl, Los Ángeles                                         |                                                                |
|                                                                    | Dumitrescu 11', 18' · Hagi 58' | Reporte   | Batistuta 16' (pen.) · Balbo 75' | Asistencia: 90.469 espectadores Árbitro(s): Pierluigi Pairetto | Asistencia: 90.469 espectadores Árbitro(s): Pierluigi Pairetto |
| Primera clasificación de Rumania a Cuartos de final de un Mundial. |                                |           |                                  |                                                                |                                                                |

| 4 de julio de 1994, 12:00 EDT | Países Bajos            | 2:0 (2:0) | Irlanda | Citrus Bowl, Orlando                                        |                                                             |
|                               | Bergkamp 11' · Jonk 41' | Reporte   |         | Asistencia: 61.355 espectadores Árbitro(s): Peter Mikkelsen | Asistencia: 61.355 espectadores Árbitro(s): Peter Mikkelsen |

| 4 de julio de 1994, 12:30 PDT | Brasil     | 1:0 (0:0) | Estados Unidos | Stanford Stadium, San Francisco                          |                                                          |
|                               | Bebeto 72' | Reporte   |                | Asistencia: 84.147 espectadores Árbitro(s): Joël Quiniou | Asistencia: 84.147 espectadores Árbitro(s): Joël Quiniou |

| 5 de julio de 1994, 13:00 EDT | Nigeria     | 1:2 (1:1, 1:0) (t. s.) | Italia                     | Foxboro Stadium, Boston                                          |                                                                  |
|                               | Amunike 25' | Reporte                | R. Baggio 88', 100' (pen.) | Asistencia: 54.367 espectadores Árbitro(s): Arturo Brizio Carter | Asistencia: 54.367 espectadores Árbitro(s): Arturo Brizio Carter |

| 5 de julio de 1994, 16:30 EDT                                       | México                                    | 1:1 (1:1, 1:1) (t. s.)(1:3 p.) | Bulgaria                                  | Giants Stadium, Nueva York                                  |                                                             |
|                                                                     | García Aspe 18' (pen.)                    | Reporte                        | Stoichkov 6'                              | Asistencia: 71.030 espectadores Árbitro(s): Jamal Al Sharif | Asistencia: 71.030 espectadores Árbitro(s): Jamal Al Sharif |
|                                                                     |                                           | Tiros desde el punto penal     |                                           |                                                             |                                                             |
|                                                                     | García Aspe · Bernal · Rodríguez · Suárez |                                | Balakov · Guenchev · Borimirov · Letchkov |                                                             |                                                             |
| Primera clasificación de Bulgaria a Cuartos de final de un Mundial. |                                           |                                |                                           |                                                             |                                                             |

#### Cuartos de final
| 9 de julio de 1994, 12:00 EDT | Italia                        | 2:1 (1:0) | España       | Foxboro Stadium, Boston                                 |                                                         |
|                               | D. Baggio 25' · R. Baggio 87' | Reporte   | Caminero 58' | Asistencia: 53.400 espectadores Árbitro(s): Sándor Puhl | Asistencia: 53.400 espectadores Árbitro(s): Sándor Puhl |

| 9 de julio de 1994, 14:30 CDT | Países Bajos              | 2:3 (0:0) | Brasil                                | Estadio Cotton Bowl, Dallas                                 |                                                             |
|                               | Bergkamp 64' · Winter 76' | Reporte   | Romário 53' · Bebeto 63' · Branco 81' | Asistencia: 63.500 espectadores Árbitro(s): Rodrigo Badilla | Asistencia: 63.500 espectadores Árbitro(s): Rodrigo Badilla |

| 10 de julio de 1994, 12:00 EDT                                   | Bulgaria                     | 2:1 (0:0) | Alemania            | Giants Stadium, Nueva York                                     |                                                                |
|                                                                  | Stoichkov 75' · Letchkov 78' | Reporte   | Matthäus 47' (pen.) | Asistencia: 72.000 espectadores Árbitro(s): José Torres Cadena | Asistencia: 72.000 espectadores Árbitro(s): José Torres Cadena |
| Primera clasificación de Bulgaria a una Semifinal de un Mundial. |                              |           |                     |                                                                |                                                                |

| 10 de julio de 1994, 12:30 PDT | Rumania                                                         | 2:2 (1:1, 0:0) (t. s.)(4:5 p.) | Suecia                                                      | Stanford Stadium, San Francisco                        |                                                        |
|                                | Răducioiu 88', 101'                                             | Reporte                        | Brolin 78' · K. Andersson 115'                              | Asistencia: 83.500 espectadores Árbitro(s): Philip Don | Asistencia: 83.500 espectadores Árbitro(s): Philip Don |
|                                |                                                                 | Tiros desde el punto penal     |                                                             |                                                        |                                                        |
|                                | Răducioiu · Hagi · Lupescu · Petrescu · Dumitrescu · Belodedici |                                | Mild · K. Andersson · Brolin · Ingesson · Nilsson · Larsson |                                                        |                                                        |

#### Semifinales
| 13 de julio de 1994, 16:00 EDT | Bulgaria             | 1:2 (1:2) | Italia             | Giants Stadium, Nueva York                               |                                                          |
|                                | Stoichkov 44' (pen.) | Reporte   | R. Baggio 20', 25' | Asistencia: 74.110 espectadores Árbitro(s): Joël Quiniou | Asistencia: 74.110 espectadores Árbitro(s): Joël Quiniou |

| 13 de julio de 1994, 16:30 PDT | Suecia | 0:1 (0:0) | Brasil      | Rose Bowl, Los Ángeles                                         |                                                                |
|                                |        | Reporte   | Romário 80' | Asistencia: 91.856 espectadores Árbitro(s): José Torres Cadena | Asistencia: 91.856 espectadores Árbitro(s): José Torres Cadena |

#### Tercer lugar
| 16 de julio de 1994, 12:30 PDT | Suecia                                                | 4:0 (4:0) | Bulgaria | Rose Bowl, Los Ángeles                                  |                                                         |
|                                | Brolin 8' · Mild 30' · Larsson 37' · K. Andersson 40' | Reporte   |          | Asistencia: 91.500 espectadores Árbitro(s): Ali Bujsaim | Asistencia: 91.500 espectadores Árbitro(s): Ali Bujsaim |

#### Final
| 17 de julio de 1994 12:30                                                                                | Brasil                                   | 0:0 (t. s.)(3:2 p.)        | Italia                                           | Rose Bowl, Los Ángeles                                  |                                                         |
| |                                          | Reporte                    |                                                  | Asistencia: 94.194 espectadores Árbitro(s): Sándor Puhl | Asistencia: 94.194 espectadores Árbitro(s): Sándor Puhl |
| |                                          | Tiros desde el punto penal |                                                  |                                                         |                                                         |
| | Márcio Santos · Romário · Branco · Dunga |                            | Baresi · Albertini · Evani · Massaro · R. Baggio |                                                         |                                                         |
| Primera final que termina en empate y que se define en los penales. Primera final que termina sin goles. |                                          |                            |                                                  |                                                         |                                                         |

|                           |
| Bandera de Brasil         |
| Campeón Brasil 4.º título |

## Estadísticas finales
| Equipo | Equipo         | Pts | PJ | PG | PE | PP | GF | GC | Dif | Rend   |
| ------ | -------------- | --- | -- | -- | -- | -- | -- | -- | --- | ------ |
| 1      | Brasil         | 17  | 7  | 5  | 2  | 0  | 11 | 3  | 8   | 81,0 % |
| 2      | Italia         | 14  | 7  | 4  | 2  | 1  | 8  | 5  | 3   | 66,7 % |
| 3      | Suecia         | 12  | 7  | 3  | 3  | 1  | 15 | 8  | 7   | 57,1 % |
| 4      | Bulgaria       | 10  | 7  | 3  | 1  | 3  | 10 | 11 | –1  | 47,6 % |
| 5      | Alemania       | 10  | 5  | 3  | 1  | 1  | 9  | 7  | 2   | 66,7 % |
| 6      | Rumania        | 10  | 5  | 3  | 1  | 1  | 10 | 9  | 1   | 66,7 % |
| 7      | Países Bajos   | 9   | 5  | 3  | 0  | 2  | 8  | 6  | 2   | 60,0 % |
| 8      | España         | 8   | 5  | 2  | 2  | 1  | 10 | 6  | 4   | 53,3 % |
| 9      | Nigeria        | 6   | 4  | 2  | 0  | 2  | 7  | 4  | 3   | 50,0 % |
| 10     | Argentina      | 6   | 4  | 2  | 0  | 2  | 8  | 6  | 2   | 50,0 % |
| 11     | Bélgica        | 6   | 4  | 2  | 0  | 2  | 4  | 4  | 0   | 50,0 % |
| 12     | Arabia Saudita | 6   | 4  | 2  | 0  | 2  | 5  | 6  | –1  | 50,0 % |
| 13     | México         | 5   | 4  | 1  | 2  | 1  | 4  | 4  | 0   | 41,7 % |
| 14     | Estados Unidos | 4   | 4  | 1  | 1  | 2  | 3  | 4  | –1  | 33,3 % |
| 15     | Suiza          | 4   | 4  | 1  | 1  | 2  | 5  | 7  | –2  | 33,3 % |
| 16     | Irlanda        | 4   | 4  | 1  | 1  | 2  | 2  | 4  | –2  | 33,3 % |
| 17     | Noruega        | 4   | 3  | 1  | 1  | 1  | 1  | 1  | 0   | 44,4 % |
| 18     | Rusia          | 3   | 3  | 1  | 0  | 2  | 7  | 6  | 1   | 33,3 % |
| 19     | Colombia       | 3   | 3  | 1  | 0  | 2  | 4  | 5  | –1  | 33,3 % |
| 20     | Corea del Sur  | 2   | 3  | 0  | 2  | 1  | 4  | 5  | –1  | 22,2 % |
| 21     | Bolivia        | 1   | 3  | 0  | 1  | 2  | 1  | 4  | –3  | 11,1 % |
| 22     | Camerún        | 1   | 3  | 0  | 1  | 2  | 3  | 11 | –8  | 11,1 % |
| 23     | Marruecos      | 0   | 3  | 0  | 0  | 3  | 2  | 5  | –3  | 0,00 % |
| 24     | Grecia         | 0   | 3  | 0  | 0  | 3  | 0  | 10 | –10 | 0,00 % |

## Premios y reconocimientos

### Bota de Oro
El jugador que haya convertido la mayor cantidad de goles durante el torneo recibirá el premio Bota de Oro.
| Jugador                  | Selección    | Goles |
| ------------------------ | ------------ | ----- |
| Oleg Salenko             | Rusia        | 6     |
| Hristo Stoitchkov        | Bulgaria     | 6     |
| Kennet Andersson         | Suecia       | 5     |
| Romário                  | Brasil       | 5     |
| Roberto Baggio           | Italia       | 5     |
| Jürgen Klinsmann         | Alemania     | 5     |
| Gabriel Batistuta        | Argentina    | 4     |
| Martin Dahlin            | Suecia       | 4     |
| Florin Răducioiu         | Rumania      | 4     |
| Bebeto                   | Brasil       | 3     |
| Dennis Bergkamp          | Países Bajos | 3     |
| Tomas Brolin             | Suecia       | 3     |
| José Luis Pérez Caminero | España       | 3     |
| Gheorghe Hagi            | Rumania      | 3     |

## Marketing

### Mascota
La mascota oficial de este Mundial fue "Striker", un perro que vestía un uniforme de fútbol rojo, blanco y azul con un balón. Striker fue diseñado por el equipo de animación de Warner Bros. Se eligió un perro como mascota porque los perros son una mascota muy común en los Estados Unidos.

### Balón oficial

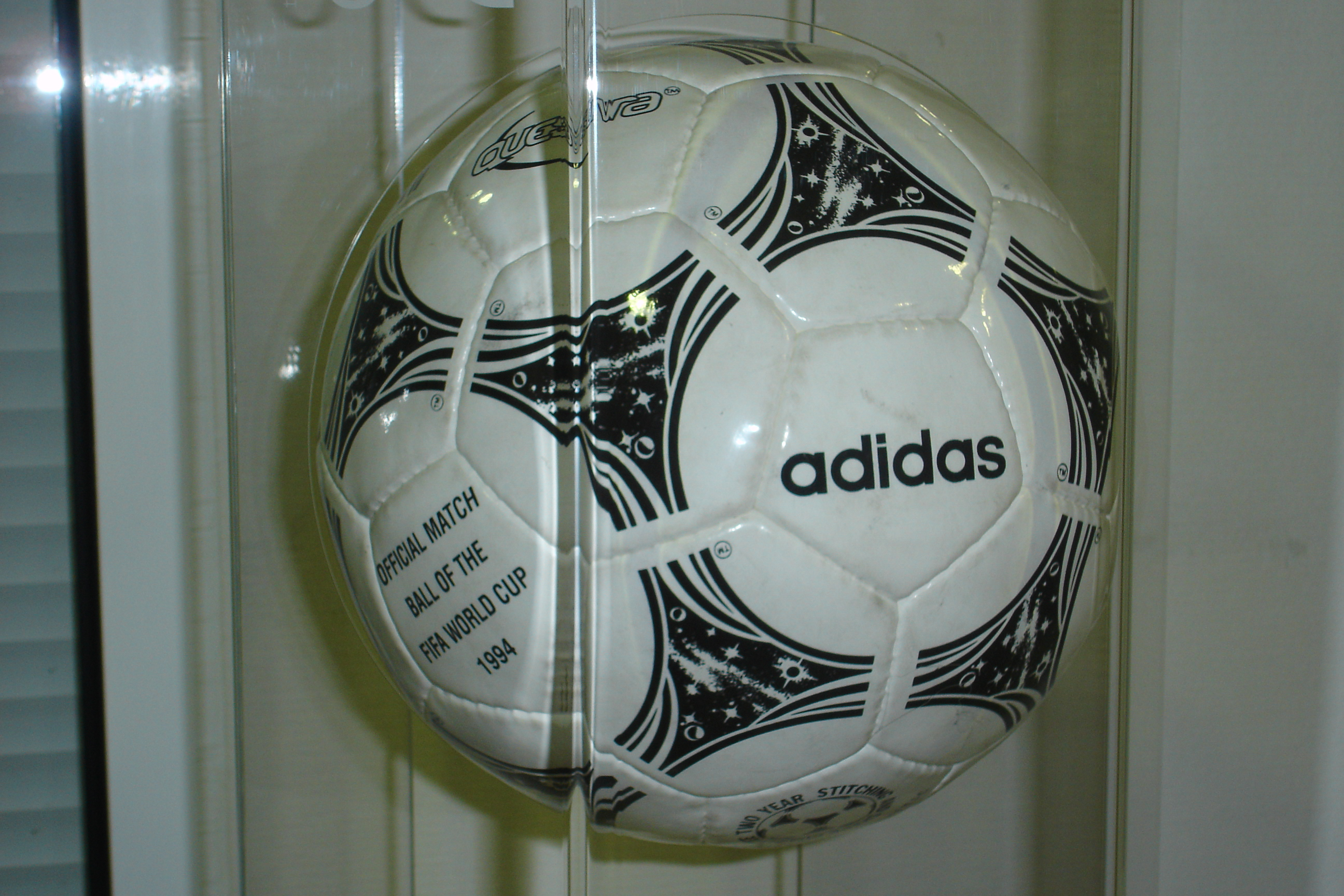
Balón oficial

El balón oficial del mundial fue "Questra", fabricado por Adidas.

### Música
La canción oficial fue "Gloryland".Fue compuesta por Daryl Hall y Sounds of Blackness.